# Gelasma vagistriga
Gelasma vagistriga är en fjärilsart som beskrevs av Louis Beethoven Prout 1938. Gelasma vagistriga ingår i släktet Gelasma och familjen mätare. Inga underarter finns listade i Catalogue of Life.